# موزه خصوصی رابرت معوض
موزه خصوصی رابرت معوض (عربی: متحف روبير معوض الخاص) یک محل خصوصی در محله زوکاک البلات بیروت لبنان است که توسط یک بازرگان لبنانی به موزه تغییر یافت. سبک معماری این بنا معماری نئوگوتیک است که توسط یک سیاستمدار هنری فلیب پارائون که یک جمع‌کننده آثار هنری نیز بود ساخته شد. این موزه در تاریخ یازدهم مه ۲۰۰۶ افتتاح شد. آثار گرانبهای این موزه ترکیب و بازتابی از فرهنگ خاور و باختر، مجموعه کمیابی از کتاب، و سفال‌ها و سرامیک‌های چینی و دیگر اقلام ارزشمند است. معماری و طراحی این قصر بازتابی از شیدایی و دیوانگی فراعنه با ترکیبی از هنر اسلامی و طراحی چوبی است که پیشینه آن به قرن هفدهم برمی‌گردد که ناشی از سفرهای متعدد طراح بنا به سوریه و تأثیرپذیری از آن می‌باشد.
دیگر اقلام به نمایش درآمده در این موزه عبارتند از:
موزائیک‌های امپراتوری بیزانس، تندیس‌های سنگ مرمر رومی، انواع گلدان‌ها و سفالگری، ستونهای تاریخی، اشعار، سلاح‌های باستانی، فرش‌های بی‌همتا، جواهرات ناب، گوهرسنگهای قیمتی نایاب، نمادهای جهانی کلیسای روم پادشاهی کاتولیک و نسخه‌های خطی حفظ شده.